# Giulio Aleni
Giulio Aleni (艾儒略 / Ai Rulüe; geb. 1582 in Brescia; gest. 10. Juni 1649 in Yanping, Fujian) war ein italienischer jesuitischer China-Missionar, der insbesondere in den südlichen Provinzen Zhejiang und Fujian wirkte. Er spielte eine wichtige Rolle in der Geschichte der chinesisch-ausländischen Beziehungen. Er vereinigte den Missionseifer mit der Verbreitung mathematischen Wissens.

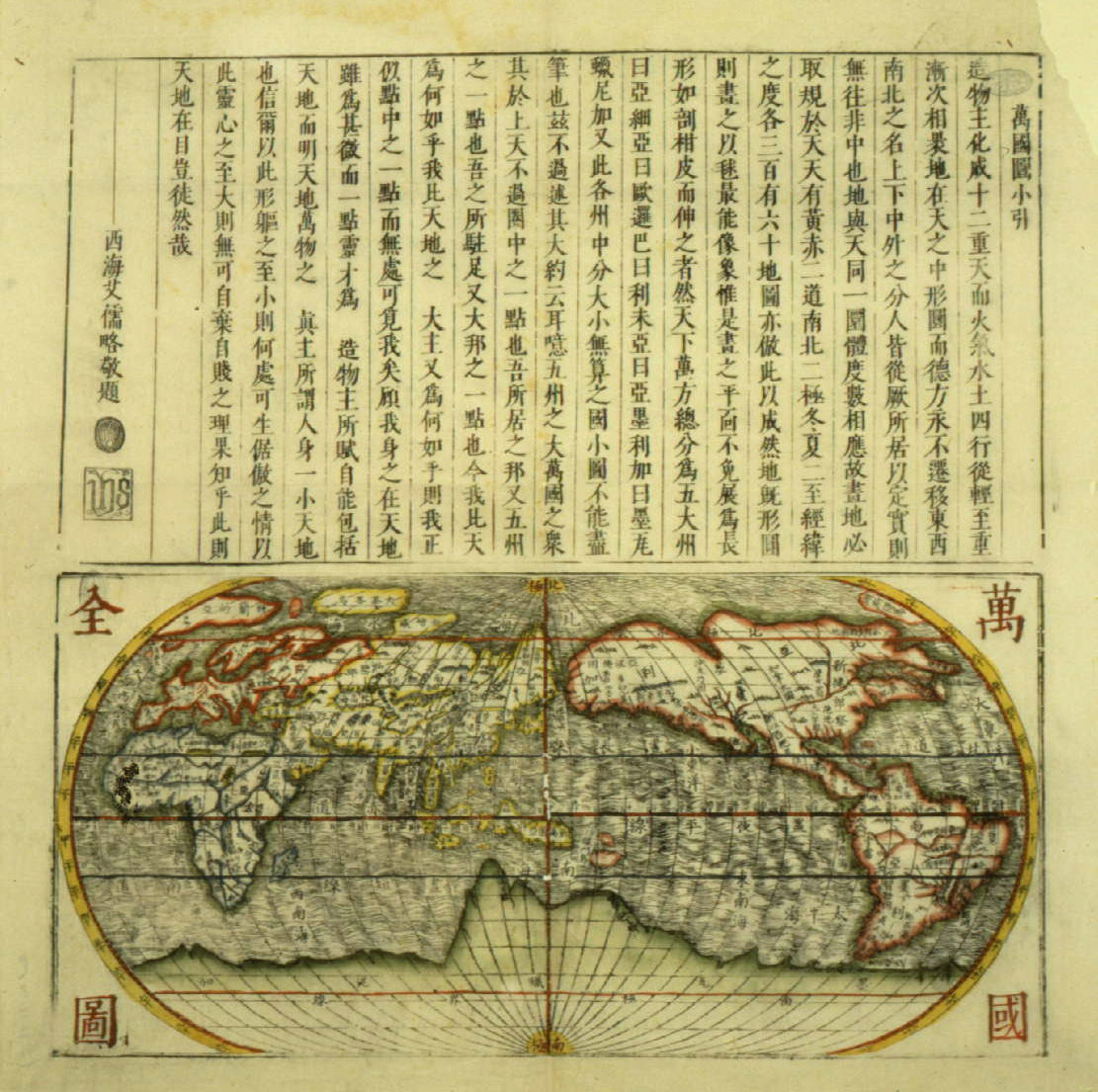
P. Guilio Alenis Version der Weltkarte (Wanguo quantu) von Matteo Ricci

## Leben
Aleni wurde 1582 in Brescia geboren. Er trat 1600 dem Jesuitenorden bei und studierte Astronomie bei Christophorus Clavius am (jesuitischen) Collegio Romano. Ab 1610 hielt er sich in China auf.
Er war ein führender Kartograph, Theologe, Philosoph, Autor und Übersetzer. Alieni schrieb wichtige Glaubensdarstellungen, wie den bedeutenden Katechismus Wanwu zhenyuan und das Werk Xixue fan über das westliche Lernen (Literatur, Philosophie, Medizin, Zivilrecht, Kirchenrecht und Theologie, mit einer ersten Einführung von Aristoteles und Thomas von Aquin in das Chinesische).
Von seinen Stationen in China werden genannt: Macau-Guangzhou, Peking, Kaifeng, Nanjing, Shanghai, Yangzhou, Hangzhou, Jiangzhou, Shanxi, Changshu, Jiangsu, Macau, Yanping, Fujian. Er starb in Yanping 1649 und ist auf dem Kreuzberg (Shizi Shan) in Fuzhou begraben.

## Werke

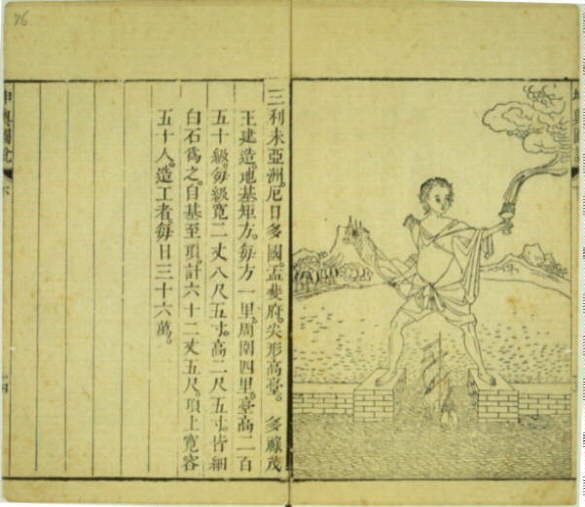
Giulio Aleni präsentiert den Koloss von Rhodos auf Chinesisch

Die Titel der in Auswahl angegebenen einzelnen Schriften (in Pinyin-Schreibung und in chinesischen Kurz- oder Langzeichen) werden recht unterschiedlich übersetzt. Die gewählten Übersetzungen sind zum Teil als Vorschlag (bzw. cum grano salis) zu verstehen.
Wissenschaftliche Werke
- Wanguo quantu 万国全图 (Karte der zehntausend Länder der Erde), 1623

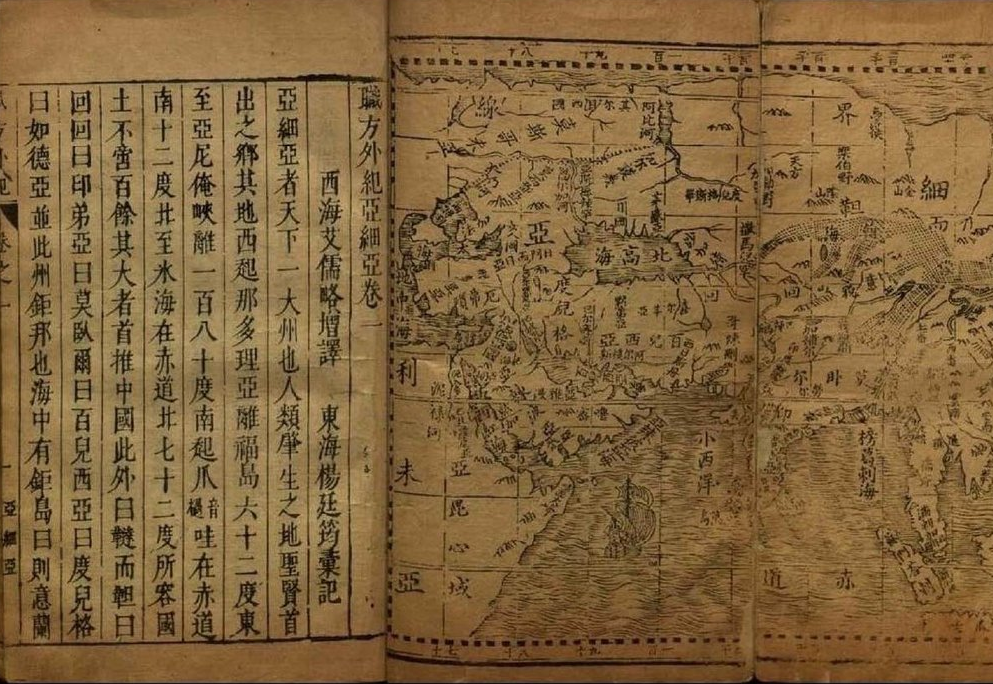
Seiten aus dem Zhifang waiji, die die Eurasische Steppe und den Indischen Ozean vom Horn von Afrika bis zur Malaiischen Halbinsel zeigen

- Zhifang waiji 职方外纪 (Aufzeichnungen über die Länder außerhalb der kaiserlichen Verwaltung), 1623
- Xixue fan 西学凡 (Überblick zum Westlichen Lernen), 1623
- Jihe yaofa 幾何要法 (Prinzipien der Geometrie), 1631
- Xifang dawen 西方答問 (Fragen und Antworten über den Westen), 1637
- Xingxue cushu 性學粗述 (Einfache Bemerkungen über die menschliche Natur), 1646 (versucht Aristoteles’ De anima und die chinesische Theorie der menschlichen Natur in eine frühe Form der Synthese zu bringen)

Katechismus
- Wanwu zhenyuan 万物真原 (Vom wahren Ursprung aller Dinge), 1628

Moralische Werke
- Shengmengge 聖夢歌 (Lied eines heiligen Traumes), 1637
- Wushi yanyu 五十言餘 (Fünfzig zusätzliche Sätze), 1645

Pastorale Werke (zur christlichen Lehre)
- Dizui zhengguilüe 滌罪正規略 (Das Bußsakrament), 1627
- Misa jiyilüe 彌撒祭義略 (Das Messopfer), 1629
- Shengti yaoli 聖體要理 (Über die Eucharistie), 1641
- Yesu shengti daowen 耶穌聖體禱文 (Litanei der Heiligen Eucharistie), 1627

Erbauliche Biographien
- Zhang Mige'er yiji 張彌格爾遺跡 (Das Leben Michael Zhangs), 1630?
- Yang Qiyuan xiansheng chaoxing shiji 楊淇園先生超性事蹟 (Yang Qiyuans Leistungen), 1627 (über das Leben von Yang Tingyun[6])
- Daxi xitai Li Xiansheng xingji 大西西泰利先生行迹 (Leben und Werk von Matteo Ricci), 1630

Christologische Werke
- Tianzhu jiangsheng yanxing jilüe 天主降生言行纪略 (Worte und Taten des menschgewordenen Herrn des Himmels), 1635
- Tianzhu jiangsheng chuxiang jingjie 天主降生出像經解 (Erklärung der Inkarnation und des Lebens des Herrn des Himmels), 1637
- Tianzhu shengjiao sizi jingwen 天主聖教四字經文 (Der Vier-Zeichen-Klassiker[7] über die Religion des Herrn des Himmels), 1642

Missionarische Werke
- Sanshan lunxueji 三山论学记 (Die gelehrten Gespräche von Fuzhou), 1627
- Tianzhu jiangsheng yinyi 天主降生引义 (Einführung in die Inkarnation des Herrn des Himmels), 1635
- Kouduo richao 口铎日抄 (Tagebuch der mündlichen Ermahnungen), 1630–1640  (Gespräche)